# Zalomestra
Zalomestra – wieś w Rumunii, w okręgu Suczawa, w gminie Brodina. W 2011 roku liczyła 104 mieszkańców.